# Abbaye Saint-Nicolas de Verneuil-sur-Avre
Pour les articles homonymes, voir Abbaye Saint-Nicolas et Saint-Nicolas.
L'abbaye Saint-Nicolas de Verneuil-sur-Avre est une abbaye royale située au 124, rue de la Place-Notre-Dame à Verneuil-sur-Avre dans le département de l'Eure.
Fondée en 1627, elle accueillait, jusqu'en 2001, une communauté de bénédictines.
Les bâtiments de l'abbaye ont été rachetés en 2009 par la communauté de communes du pays de Verneuil-sur-Avre pour en faire un lieu culturel.

## Histoire

### La fondation
La ville de Verneuil est fondée en 1120 à des fins militaires, car le duc de Normandie et roi d'Angleterre Henri Ier Beauclerc souhaite protéger ses frontières avec le royaume de France.
En 1617, à la mort du baron Rouxel de Médavy, gouverneur de Verneuil, Charlotte de Hautemer, la comtesse sa femme conçoit le projet de fondation d'un monastère de moniales avec l'accord de l'évêque d’Évreux Mgr François de Péricard.
Le 25 avril 1627, « jour des grandes litanies », la fondation de ce prieuré prend corps avec l'installation la première abbesse Scholastique Guyonne de Médavy, sixième enfant de la comtesse Charlotte de Hautemer et de cinq moniales. Le 28 avril 1627, l'évêque vient bénir l'église Saint-Nicolas, le cimetière et le presbytère.
Le prieuré devient abbaye royale en 1631, par lettres patentes du roi de France Louis XIII. Ainsi les rois conservent le droit de nomination de l'abbesse jusqu'à la Révolution.
Louis XIII fait également détruire le château de Verneuil, ce qui permet de construire la seconde aile, terminée en 1635.
Scholastique reçoit la bénédiction abbatiale le 8 septembre 1636 des mains de l'évêque.

### DuXVIIesiècleà la Révolution
En 1739, les religieuses de l'abbaye Notre-Dame-de-l'Annonciation de Pacy quittent leur abbaye et sont réunies à celles de Saint-Nicolas de Verneuil.

### De la Révolution à nos jours
En 1792, les sœurs sont expulsées de leur monastère.
En 1825, les moniales, de retour après la période troublée de la Révolution et de l'Empire, font construire un nouveau bâtiment servant de pensionnat, financé par le marquis de Montmorency et la duchesse de Richelieu.
À partir de 1947, l'abbaye devient célèbre pour sa biscuiterie, dont les nonnettes se vendent jusqu'en 1995.
Elle est l'une des trois abbayes fondatrices de la Fédération Notre-Dame de la Paix[Quoi ?], en 1974[réf. nécessaire].
Le 3 septembre 2001, les moniales de Verneuil-sur-Avre quittent l'abbaye Saint-Nicolas et rejoignent l'abbaye Notre-Dame du Pré à Valmont. Elles étaient encore sept, dont la plus âgée avait 102 ans.
Après avoir été confiée plusieurs années par l'évêché d'Évreux à une petite communauté chrétienne (« Pain de vie »), l'abbaye est rachetée en juillet 2009 par la communauté de communes.

## Architecture

### Description
Les bâtiments de l'abbaye forment un quadrilatère adossé à l'église Saint-Nicolas. Les terrains sont bordés vers la campagne par les anciens fossés et une partie du vieux rempart de la ville jadis fortifiée, qui datent du XIIe siècle. On accède à l'abbaye en traversant un vaste espace herbagé, autrefois verger de l'abbaye, situé entre l'église Notre-Dame et les vestiges des remparts. L'ensemble des bâtiments présente une grande variété tant dans le style que dans les époques de construction.
Les remparts des anciennes fortifications permettent la clôture de l'abbaye ; on y trouve la porte d'Armentières, murée de nos jours.

#### Bâtiments conventuels
La première pierre de l'aile ouest est posée le 10 juillet 1628. Elle est achevée en 1631. Le 6 décembre 1628, jour de la Saint-Nicolas, la clôture du dortoir est achevée et le prieuré reçoit les moniales qui adoptent la règle de saint Benoît.

#### Parloir de l'abbesse
Le parloir de l'abbesse a des parois ornées de peintures de paysages, dont une représentant le château de Médavy. On y voit également la grille de clôture.

#### Notre-Dame de l'Escalier
Dans un escalier de style Louis XIII, se trouve une niche dans laquelle était placée une statue de la Vierge, réputée miraculeuse. Elle a été emportée à Valmont par les dernières moniales.
Elle était présente avant la fondation de l'abbaye au-dessus du maître-autel de l'église paroissiale Saint-Nicolas. Sculptée dans le style Renaissance, haute de 1,25 m, cette Vierge à l'Enfant tient dans sa main droite une pomme.

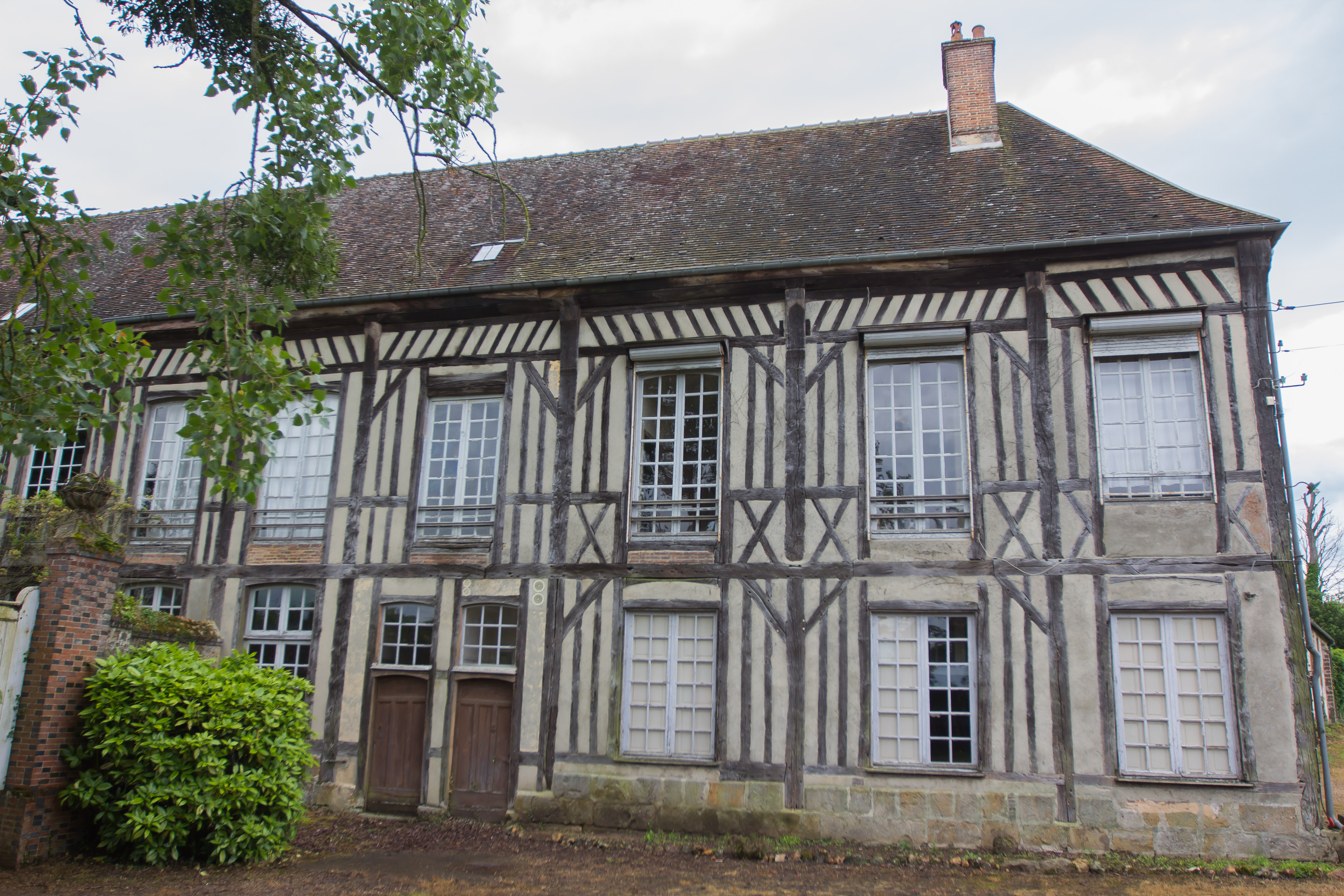
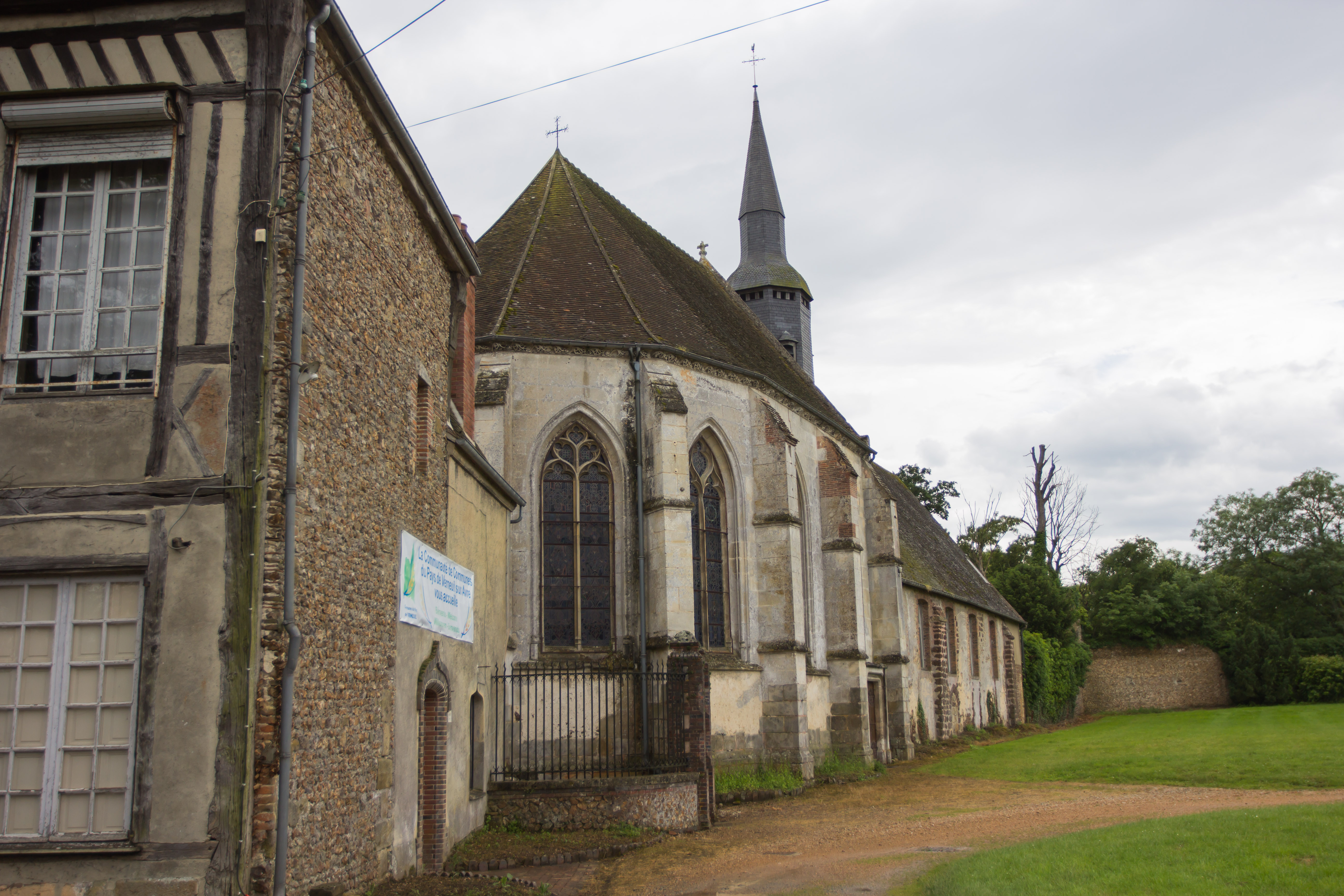

## Abbesses
- 1627-1669 : Guyonne Scholatique de Médavy (1608-1669).
- 1670-1704 : Marie Bertrande de Médavy.
- 1704-1719 : Anne-Marie de Rousselet de Châteaurenault.
- 1719-1753 : Jeanne Catherine des Acres de l'Aigle.
- 1753-1791 : Charlotte d'Hérissy.
- 1791-1813 : Louise Charlotte de Monthiers du Perron.
- 1813-1836 : Louise Anne Lamy.
- 1836-1857 : Marie Guéau de Reverseaux de Rouvray.
- 1857-1865 : Prudence Virginie Surmulet.
- 1866-1870 : Marie Louise Delvigne.
- 1871-1892 : Anastasie Grandineau.
- 1892-1903 : Gertrude Hastey.
- 1903-1919 : Scholastique Couturier.
- 1919-1934 : Marie Couturier.
- 1934-1965 : Denyse Saint-Gilles.
- 1965-1999 : Marie Martzloff (16e et dernière abbesse).